# Gare de Berrahal
La gare de Berrahal est une gare ferroviaire algérienne située sur le territoire de la commune de Berrahal, dans la wilaya d'Annaba.

## Situation ferroviaire
La gare est située au sud-ouest de la ville de Berrahal, sur la ligne de Ramdane Djamel à Annaba. Elle est précédée de la gare d'Azzaba et suivie de celle de Oued Zied.

## Histoire
La gare porte le nom d'Aïn Mokra lors de l'ouverture au service voyageurs de la ligne reliant la mine de fer d'Aïn Mokra au port d'Annaba en 1885.

## Service des voyageurs

### Desserte
La gare est desservie par les trains régionaux de la liaison Annaba - Berrahal,.